# Escola Les Carolines
L'escola Les Carolines és una escola cooperativa de Picassent (Horta Sud, País Valencià), fundada el 1972 en Benimàmet, València. En 1979 va traslladar-se a L'Eliana, per ubicar-se definitivament a la urbanització de la Lloma de la Verge de Picassent en 1982. Es un centre que compta amb piscina, pistes d'esport, menjador, hort escolar, biblioteques, pavelló cobert d'esports. Fa una mena de poble, amb carrers i places. Es un centre amb una metodología innovadora i per projectes. Se fan intercanvis a l'estranger. Se celebra la festa de la primavera. Juntament amb altres centres, com La Nostra Escola Comarcal, de la mateixa localitat; Escola la Gavina o Escola la Masia és un dels centres concertats pioners en l'ensenyament en valencià. Des de 2006, en col·laboració amb aquestos centres i algunes altres cooperatives d'educació formen part d'AKOE.